# Ctenochromis horei
Ctenochromis horei är en fiskart som först beskrevs av Günther, 1894.  Ctenochromis horei ingår i släktet Ctenochromis och familjen Cichlidae. IUCN kategoriserar arten globalt som livskraftig. Inga underarter finns listade i Catalogue of Life.